# Tep Vattho
 (juillet 2025).
Tep Vattho (1963-2016) était une architecte, propriétaire d'hôtel, urbaniste et directeur du département d'urbanisme de l'Autorité Apsara (Autorité pour la protection du site et la gestion de la région d'Angkor) à Siem Reap, au Cambodge.

## Biographie
Tep Vattho était la fille du juge et ministre de la justice du Cambodge, Son Excellence Tep Hun,
Tep Vattho fuit son pays pour la France à l'âge de 12 ans. Deux semaines plus tard, le Cambodge implosait sous le zèle sanguinaire des Khmers rouges. En France, elle étudia la médecine pendant deux ans, mais se réorienta vers l'architecture, où elle rencontra et épousa son collègue français, l'architecte Olivier Piot.
De 1990 à 1994, elle travaille dans l'aménagement urbain, à la Mairie de Phnom Penh, sous l'autorité du ministre de la Culture, l'architecte Vann Molivan.
Dans la ville de Siem Reap, la deuxième plus grande ville du Cambodge et à seulement 14 km d'Angkor Wat, le couple d'architectes a créé deux grands hôtels et un théâtre au design unique: hôtel du Village d'Angkor (1994), La résidence touristique du Village d'Angkor Resort et le plus ancien théâtre de Siem Reap, le théâtre l'Apsara du Village d'Angkor (1997).
Tep Vattho est décédée en 2016 à son domicile dans la ville de Siem Reap, à l'âge de 53 ans, laissant derrière elle son mari et ses deux fils.
Tep Vattho est la mère de David Piot, directeur des entreprises familiales, de l'hôtel du Village d'Angkor, du théatre Angkor Village Apsara  et le parc de retraite pour éléphants Kulen Elephant Forest,.

## Hommages
- La rue Tep Vattho, le long de la rivière de Siem Reap and Angkor l'hotel Village d'Angkor à Siem Reap[6].